# 新福尚隆
新福 尚隆（しんふく なおたか、1942年1月13日 - ）は、日本の医学者、医学博士。神戸大学名誉教授。父は医学者で東京慈恵会医科大学名誉教授の新福尚武。

## 人物
台湾・高雄市にて出生。専門は、社会精神医学、国際保健学、災害精神保健。世界保健機関（WHO）医官、神戸大学医学部・医学研究国際交流センタ－教授、西南学院大学社会福祉学科教授を歴任。世界精神医学会（WPA）・東アジア地区代表選出後、2005年にアジア太平洋の24か国が参加するアジア精神医学（AFPA）・初代会長に就任した。また、2000年より、精神医学分野におけるアジアで最長、最大の国際共同研究（REAP）を主宰している。

## 経歴
- 1960年 鳥取県立米子東高等学校卒業
- 1967年 九州大学医学部卒業
- 1968-1979年 国立肥前療養所（現・肥前精神医療センタ－）
- 1971年-1974年 フランス政府給費留学生としてパリ大学留学
- 1979年 厚生省医務局国立療養所課 課長補佐
- 1981年 WHO西太平洋地域事務局・精神衛生/薬物対策担当医官
- 1994年 神戸大学医学部・医学研究国際交流センタ－教授
- 2005年-2012年 西南学院大学・人間科学部社会福祉学科 教授

## 出版物
- 2017 ‘Mental health system in Japan after the Meiji restoration: Historical observation’ In: Harry Minas, Milton Lewis ed. “Mental health in Asia and the Pacific: historical and cultural perspectives” New York: Springer, p.93-105.[3]
- 2010 ‘Buddhism and psychotherapy in Japan’. In: Peter J. Verhagen, ed. “Religion and psychiatry: beyond boundaries”. World Psychiatric Association, New York: Wiley-Blackwell, p.161-207.[4]
- 2009「世界における社会医学研究とその成果」In: 日本社会精神医学会編 『社会精神医学』 医学書院, p. 86-93.[5]
- 2008 「精神医学と生命倫理―ナチス精神医学」In: 山崎喜代子編 『生命の倫理―優生学の時代を越えて』九州大学出版会, p. 248-269.[6]
- 2004   近藤喜代太郎と共著「国際共生と健康」 放送大学教育振興会.[7]
- 2003  新福尚隆（編）『精神医学・医療の国際比較』 日本評論社.[8]
- 2001  浅井邦彦と共著『世界の精神保健医療: 現状理解と今後の展望』 ヘルス出版[9]
- 1996  被災地の暮らし－今後の課題：阪神・淡路大震災誌 : 1995年兵庫県南部地震 朝日新聞大阪本社「阪神・淡路大震災誌」編集委員会, p.528-532. [10]
- 1993 A public health approach to mental health in the Western Pacific Region. In:  International Journal of Mental Health. 22(1): 3-4 (Guest editor)[11]
- 1992 A study of the public health approach to mental health in the Western Pacific region with specific reference to developing countries（1994 東京大学博士号授与）[12]